# Saint-Renan

Saint-Renan este o comună în departamentul Finistère, Franța. În 1 ianuarie 2022 avea o populație de 8.454 de locuitori.